# Almost After
Almost After – czwarta autorska płyta Krzysztofa Herdzina, wydana w grudniu 1999 roku, wraz z czasopismem "Jazz Forum". Album został nagrany podczas jednego wieczoru w auli Akademii Muzycznej w Warszawie, przez studentów wydziału reżyserii dźwięku: Annę Rutkowską i Kubę Pietrzaka. Na płycie znalazły się autorskie kompozycje lidera.

## Lista utworów
1. Happy Ness (Loch)
2. Too Late For
3. For Antonio
4. Pięciak
5. Adela
6. Faith
7. Almost After
8. Akordowa Firdymułka

## Wykonawcy
- Krzysztof Herdzin – fortepian, kompozytor, aranżer
- Adam Cegielski – kontrabas
- Cezary Konrad – perkusja